# Sesia spartani
Sesia spartani is een vlinder uit de familie wespvlinders (Sesiidae), onderfamilie Sesiinae.
Sesia spartani is voor het eerst wetenschappelijk beschreven door Eichlin & Taft in 1988. De soort komt voor in het Nearctisch gebied.